# کیساچ
کیساچ (به لاتین: Kisač}} یک حومه شهر در صربستان است که در بکا دستریک جنوبی واقع شده‌است.

## خصوصیات
کیساچ ۵٬۵۷۶ نفر جمعیت دارد.